# Новатијан
Новатијан (грч. Νοβατιανός, лат. Novatianus; око 200 — око 258) је био презвитер хришћанске цркве у Риму, који се 251. године прогласио за Папу. Написао је спис о Светом Тројству, који представља прво богословско дело написано у Риму на латинском језику. 
Новатијан је живео у време великих прогона хришћана од римских власти. Услед прогона, једни су умирали као мученици, не одричући се своје вере („можете нас убити, али нам не можете учинити зло“), док су се други одрицали вере ради очувања живота. Они који су се одрицали хришћанске вере приликом гоњења, називани су палима. Новатијан је тражио да Црква такве уопште не прима назад без обзира на покајање које износе. Око тога је избио спор са Кипријаном Картагинским који је имао много блажи став и допуштао је поновно примање палих уз одређене мере покајања. 
Након избора новог папе Корнелија, Новатијан се проглашава за антипапу и тако улази у раскол са римском црквом. Након тога га Кипријан изоштава из црквене заједнице. Заједно са Новатијем, Саборну цркву напушта велики број верника, презвитера и исповедника, веома цењених у цркви јер су претрпели страдање за веру, који су по њему названи новатијани. Међу становницима Картагине Новатијан је имао посебно јако упориште. 
Кипријан Картагински је 251. године против њега објавио спис „О Јединству католичанске Цркве“ (St. Cypriani, De catholicae Ecclesiae unitate).